# Parádní krok

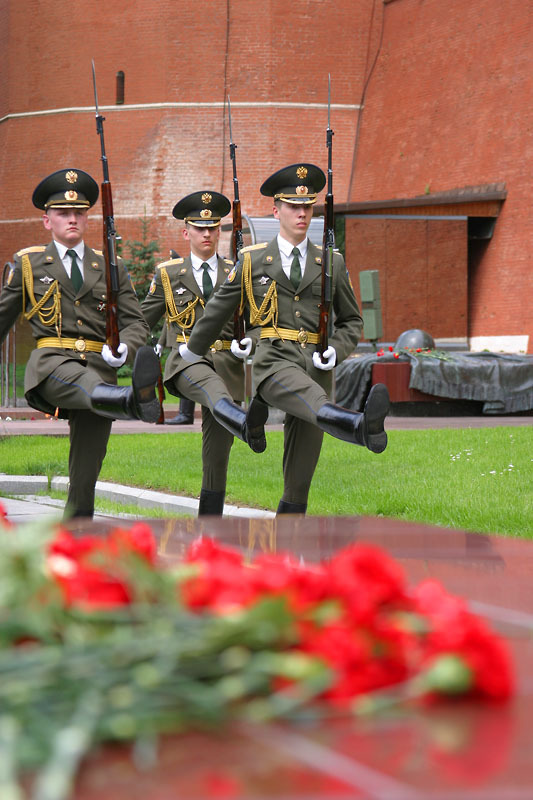
Ruští vojáci pochodující parádním krokem

Parádní krok je druh vojenského kroku, používaný především na přehlídkách. Noha se zde neohýbá v koleni, ale zvedá se ze země napnutě rovná a až k pasu do vodorovné polohy. Obvykle slouží jako demonstrace síly, bojeschopnosti a zdraví armády.